# 屋久島空港

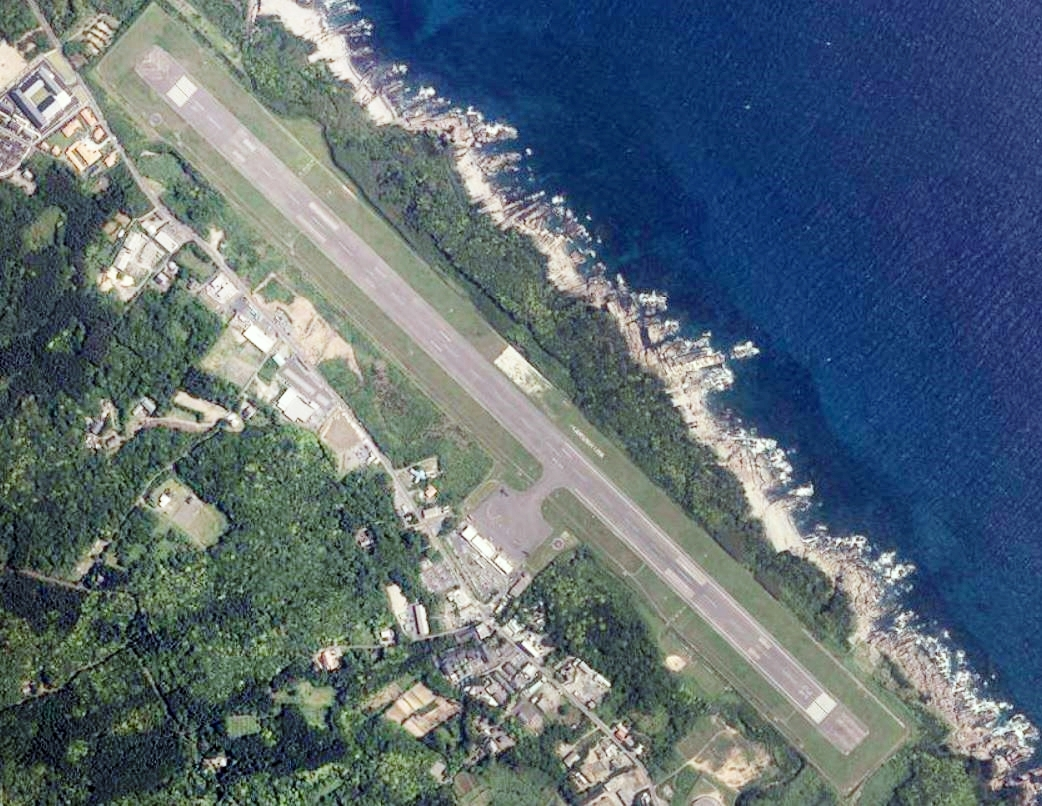
屋久島空港付近の空中写真（2022年）

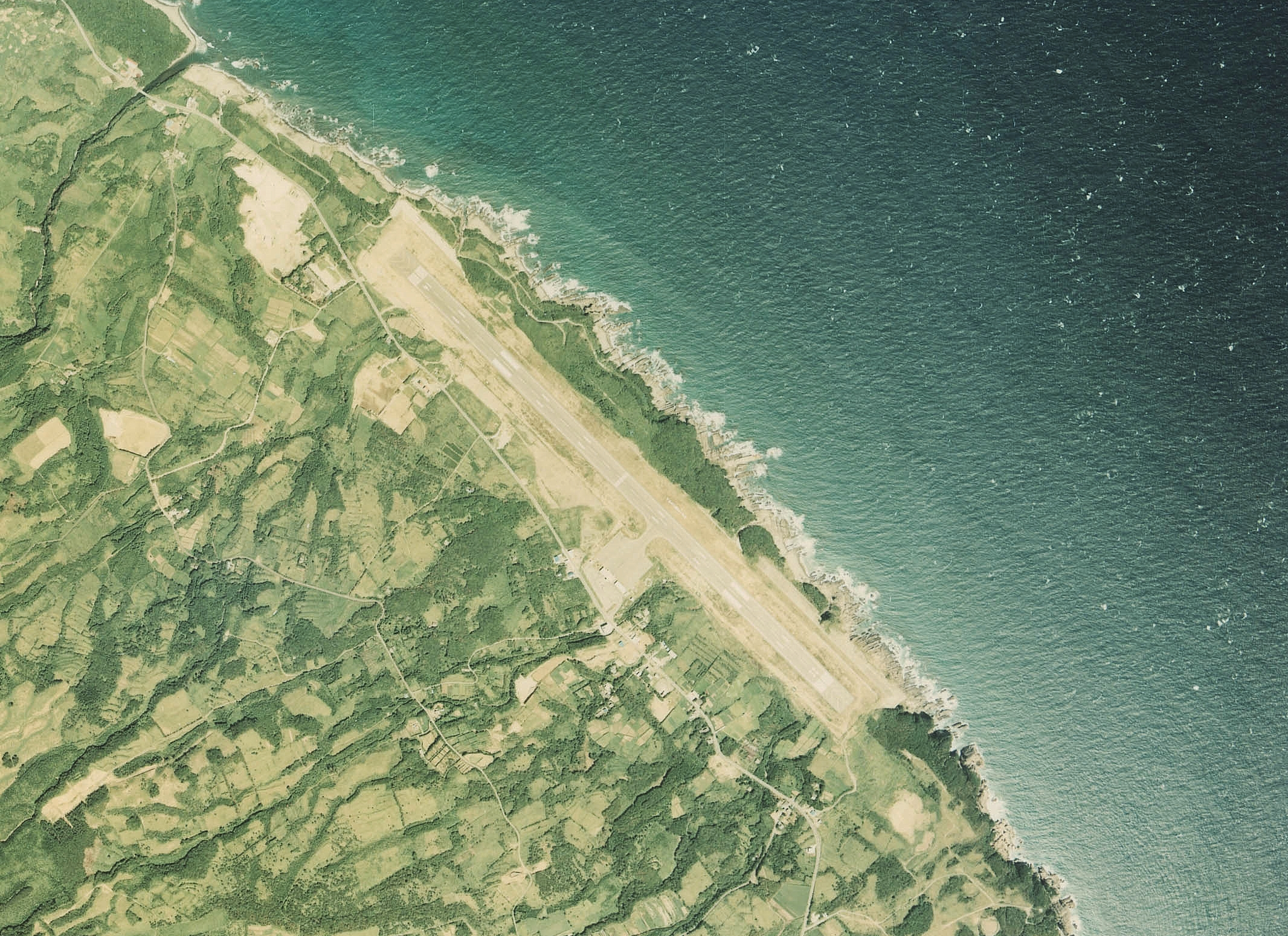
屋久島空港付近の空中写真（1977年）

屋久島空港（やくしまくうこう、英: Yakushima Airport）は、鹿児島県熊毛郡屋久島町（屋久島）にある地方管理空港。

## 概要
屋久島の東側の海岸辺りに所在する。管制官が常駐しないリモート空港で、1500メートルの滑走路は北西から南東へ向いている。平行誘導路、ターニングパッドはなく、計器着陸装置も設置されていない。エプロンは小型機対応の2バースである。
屋久島が世界遺産（世界自然遺産）に登録されて以降は観光需要が増加している。年間利用客数は、145,814人（2019年度）。

## 沿革
- 1958年12月16日 - 空港設置許可[3]
- 1963年 7月 3日 - 東亜航空がDH-114で鹿児島便を就航[4]

- 1963年 7月23日 - 滑走路を1,100メートルにて供用開始[3]
- 1975年 4月10日 - 滑走路を1,200メートルに延長[3]
- 1976年12月20日 - 滑走路を1,500メートルに延長[3]
- 2019年
  - 3月12日 - 県が屋久島空港にジェット機就航可能にするための滑走路延伸を含めた拡張方針を県議会に提示[5]。
  - 8月22日 - 知事定例会見にて屋久島空港滑走路延伸に係る基本計画案を発表[6]。詳細は以下へ。
  - 10月27日 - 運用時間延長（10時間→11時間）[3]

## 施設

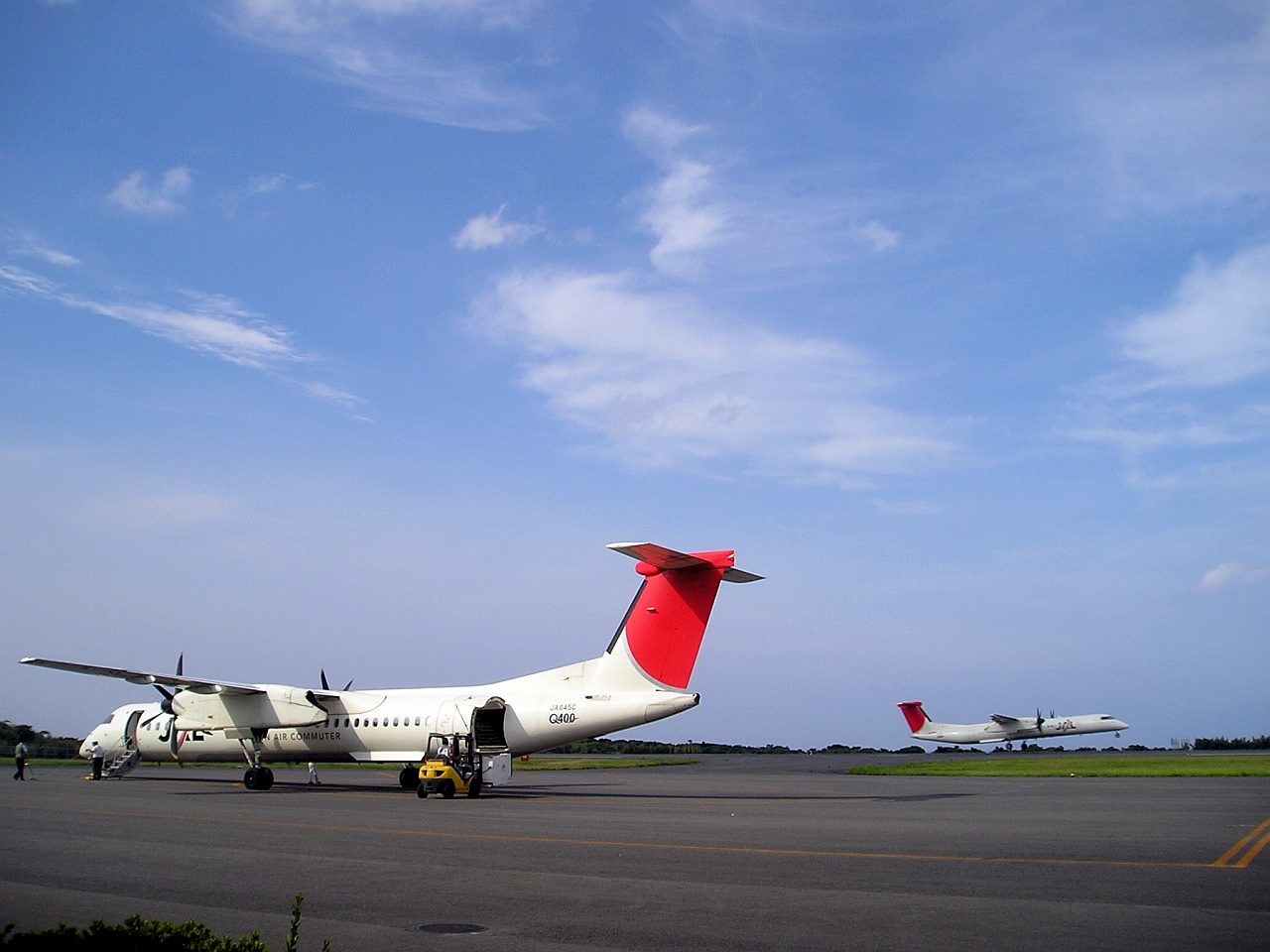
駐機場
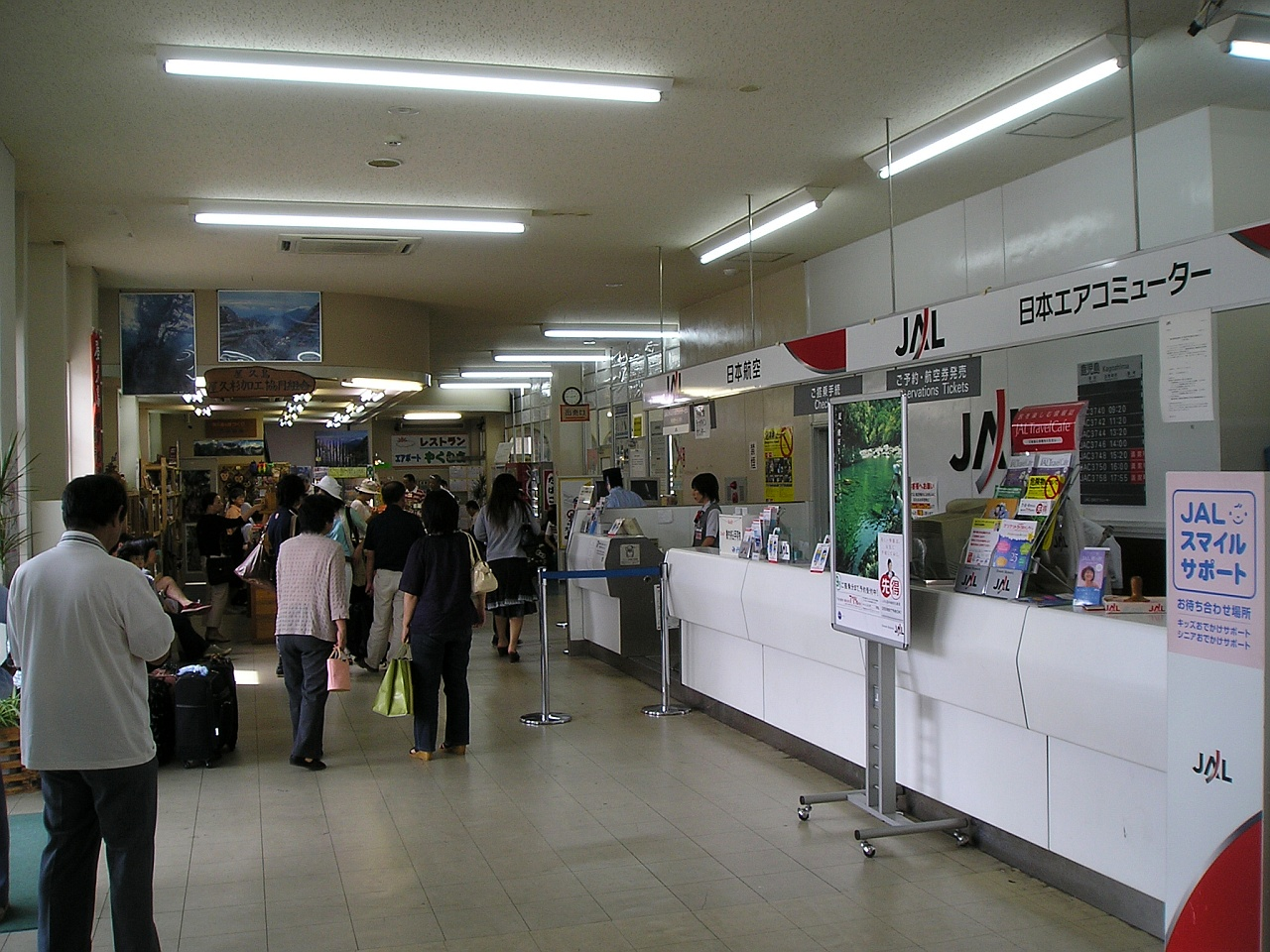
ターミナル内部

## 乗り入れ航空会社
日本エアコミューター（JAC）
※2020年10月25日より、グループ親会社の日本航空に共同引受されたので、搭乗手続きでは便名が「JC」から「JL」に変更された。ただし、運航は日本エアコミューターが行う。

## 就航路線
2020年10月25日現在。
日本航空（JAL）
　大阪/伊丹、福岡、鹿児島

## 交通
路線バス
運行本数は、種子島・屋久島交通が比較的多く、朝から夕方にわたり運行している。一方、まつばんだ交通バスは各路線の運行本数が非常に少ない。※運行本数・運賃・所要時間等の詳細は、公式サイト・観光協会サイトなどを参照。
- 種子島・屋久島交通
  - 宮之浦港方面、永田 行
  - 安房・尾之間・栗生橋 方面、大川の滝 行
- まつばんだ交通バス
  - 宮之浦港 行
  - 安房 方面、屋久杉自然館 行

※航空路の就航時間帯から著しく外れている路線は割愛。
自動車
宮之浦港まで24 - 30分程度。安房まで20分程度。

## 滑走路延伸計画
2019年3月12日、鹿児島県は屋久島空港の滑走路の延伸、及び、駐機場や施設を拡張する計画案を県議会企画観光建設委員会に提出した。
同年8月22日、定例記者会見にて屋久島空港滑走路延伸に係る基本計画（案）を発表した。また、県土木部港湾空港課と屋久島町政策推進課による屋久島空港滑走路延伸協議会にて住民から意見を募る（パブリックインボルブメント、以下PI）こととした。
以下の項目内容は出典より抜粋したものである。
- 島の交通の現状[14]
  - 島への直行便は、大阪/伊丹、福岡、鹿児島がある（2019年9月時点）が、それ以外の空港からは乗り換える必要がある。特に関東方面からの場合は主に鹿児島空港を経由している。船舶の場合は、鹿児島港から高速船かフェリーがある。
  - 近年、島外からの観光客の増加がみられるが、その一因が1993年に屋久島が世界自然遺産に登録され、2009年に大阪/伊丹線の開設、2011年の福岡線の開設によるものだと考えられる。

- 計画の目的[14]
  - 関東方面からの来島者は多くが航空機を利用しているため、直行便があると利便性が高まり、より多くの来島者を誘客できるが、それにはプロペラ機では長距離運航は難しいためにジェット機にする必要があり、ジェット機が離着陸可能な2,000メートルへ延伸する必要がある。

- 計画の概要[14]
  - 滑走路長を現状の1,500メートルから500メートル（北西側に180メートル、南東側に320メートル）延伸して、2,000メートルにする。なお、海上の埋め立てはしない。また、北西側の延伸に伴い県道の付替えを行う。
  - エプロン（駐機場）を現状のプロペラ2機に、ジェット1機駐機場を新設・拡張する。
  - 旅客ターミナルビルは、現状の3倍程度の建設が可能となる敷地を計画している。
  - 駐車場は、現状の収容数以上の台数が駐車できるように確保する計画している。
  - 航空機給油施設の敷地を計画している。
  - その他、施設・設備等が導入・変更される計画。

- 効果と課題[14]
  - 未就航地との所要時間短縮によって交流人口の拡大や国内だけでなく海外からも誘客できる。また往来活性化が期待される。直行便により関東方面へ農林水産業などの物流が増え、地域経済の発展が期待される。
  - ジェット機対応により新設設備を整備することで悪天候時の視界不良や夜間の着陸時の安全性が向上する。また、既存の就航便もジェット機へ変更できる。
  - 課題と対策は、（1）環境への影響（調査・予測などで環境へ配慮を検討する）、（2）離着陸に支障となる建物等への対応を検討する、（3）観光客増加によって、宿泊施設などの受け入れ先の確保が必要になるので対応を検討する。

屋久島空港PI評価委員会を開催している（2019年9月6日に第1回、同年11月15日に第2回、PI終了後の2020年5月19日に第3回）。
2020年1月10日 - 2月28日の50日間、屋久島の住民の意見が寄せられ、うち町民からは2,056通、町外からは117通集まった。滑走路延伸に関する賛否は、町民も町外住民も約9割が賛成と回答した。また、回答者の自由意見欄では、延伸の必要性、期待される効果、延伸による課題、推進する/否定的な意見なども集まった。

## その他
- 屋久島VORDMEが整備されているものの、管理官所は、鹿児島空港事務所システム運用管理センターである。